# تشارلز لان
تشارلز لان (بالإنجليزية: Charles Lane)‏ هو ممثل أمريكي، ولد في 26 يناير 1905 بسان فرانسيسكو في الولايات المتحدة، وتوفي في 9 يوليو 2007 في الولايات المتحدة.

## أعمال

### أفلام
- (1928) سيدي تومسون
- (1933) شارع 42
- (1936) السيد ديدز يذهب إلى المدينة
- (1937) علي بابا يذهب إلى البلدة
- (1938) كنتاكي
- (1938) لا يمكنك أن تأخذها معك
- (1939) السيد سميث يذهب إلى واشنطن
- (1940) إيقاع على النهر
- (1946) إنها حياة رائعة[5]
- (1951) ها قد أتى العروس
- (1958) معلم الحيوانات الأليفة
- (1962) رجل الموسيقى
- (1963) إنه عالم مجنون مجنون مجنون مجنون[6]
- (1963) شرط بابا الرقيق
- (1970) قطط ذوات[7][8]

### مسلسلات
- أنا أحب لوسي

## وصلات خارجية
- تشارلز لان على موقع IMDb (الإنجليزية)
- تشارلز لان على موقع ألو سيني (الفرنسية)
- تشارلز لان على موقع أول موفي (الإنجليزية)
- تشارلز لان على موقع قاعدة بيانات برودواي على الإنترنت (الإنجليزية)
- تشارلز لان على موقع قاعدة بيانات الأفلام السويدية (السويدية)
- تشارلز لان على موقع إن إن دي بي (الإنجليزية)
- تشارلز لان على موقع قاعدة بيانات الفيلم (الإنجليزية)
- تشارلز لان على موقع كينوبويسك (الروسية)